# フランク・モーリー
フランク・モーリー（英: Frank Morley、1860年9月9日 - 1937年10月17日）は代数学と幾何学を専門としたイギリスの数学者。モーリーの定理で知られる。 
モーリーは、クララ・ラティマー・ベーコンを含む50人以上の博士課程を指導した。彼について次のように述べられている。
... one of the more striking figures of the relatively small group of men who initiated that development which, within his own lifetime, brought Mathematics in America from a minor position to its present place in the sun.

## 経歴
モーリーは、イギリスのサフォークのウッドブリッジにて、エリザベス・マスケット（Elizabeth Muskett）と、磁器店を運営するクエーカーのジョセフ・ロバーツ・モーリー（Joseph Roberts Morley）の間に生まれた。ウッドブリッジスクールを卒業した後キングス・カレッジに進学した（1884年、学士号取得）。
1887年、ペンシルベニア州に越し、1900年までハバフォード大学で教鞭を執った。1900年には、ジョンズ・ホプキンズ大学の数学のチェアマンに就任した。彼の出版物には、ジェームズ・ハークネスと共著した Elementary Treatise on the Theory of Functions（1893）や、Introduction to the Theory of Analytic Functions（1898）がある。モーリーは、1897年にアメリカ哲学協会を、1917年にアメリカ芸術科学アカデミーに選出された。また1919年から1920年にはアメリカ数学会の代表を務めた。1900年から1921年までは American Journal of Mathematics の編集長を務めた。彼は、1912年にケンブリッジ、1924年にトロント、1936年にオスロで開催された国際数学者会議に招待講演者として参加している。
1933年、モーリーは息子フランク・ヴィガー・モーリーとともに Inversive Geometry（反転幾何学）の "stimulating volume" を出版した。 この本では複素数を複素解析と幾何学で使うことのできるツールに発展させた。また書籍内で、単位円を"base-circle"、単位円上の点を"turn"と称している。
彼はチェス選手でもあり、チェスの世界チャンピオンであるエマーヌエール・ラスカーを一度負かしたことがある。
メリーランド州のボルチモアで没した。享年77歳。
モーリーには3人の息子がいる。いずれも有名人で、小説家クリストファー・モーリー、大学長フェリックス・モーリー、数学者フランク・ヴィガー・モーリーである。

## 作品
- 1893: （ジェームズ・ハークネス（英語版）共著） A treatise on the theory of functions  (New York: Macmillan)[8]
- 1898: （ジェームズ・ハークネス共著） Introduction to the Theory of Analytic Functions (G.E.Stechert And Company)[9]
- 1919:  On the Lüroth Quartic Curve
- 1933: （フランク・ヴィガー・モーリー（英語版）共著） Inversive Geometry, Ginn &amp; Co., ハーティトラストで入手可能。